# Kapelle zur Schmerzhaften Muttergottes (Zaisertshofen)

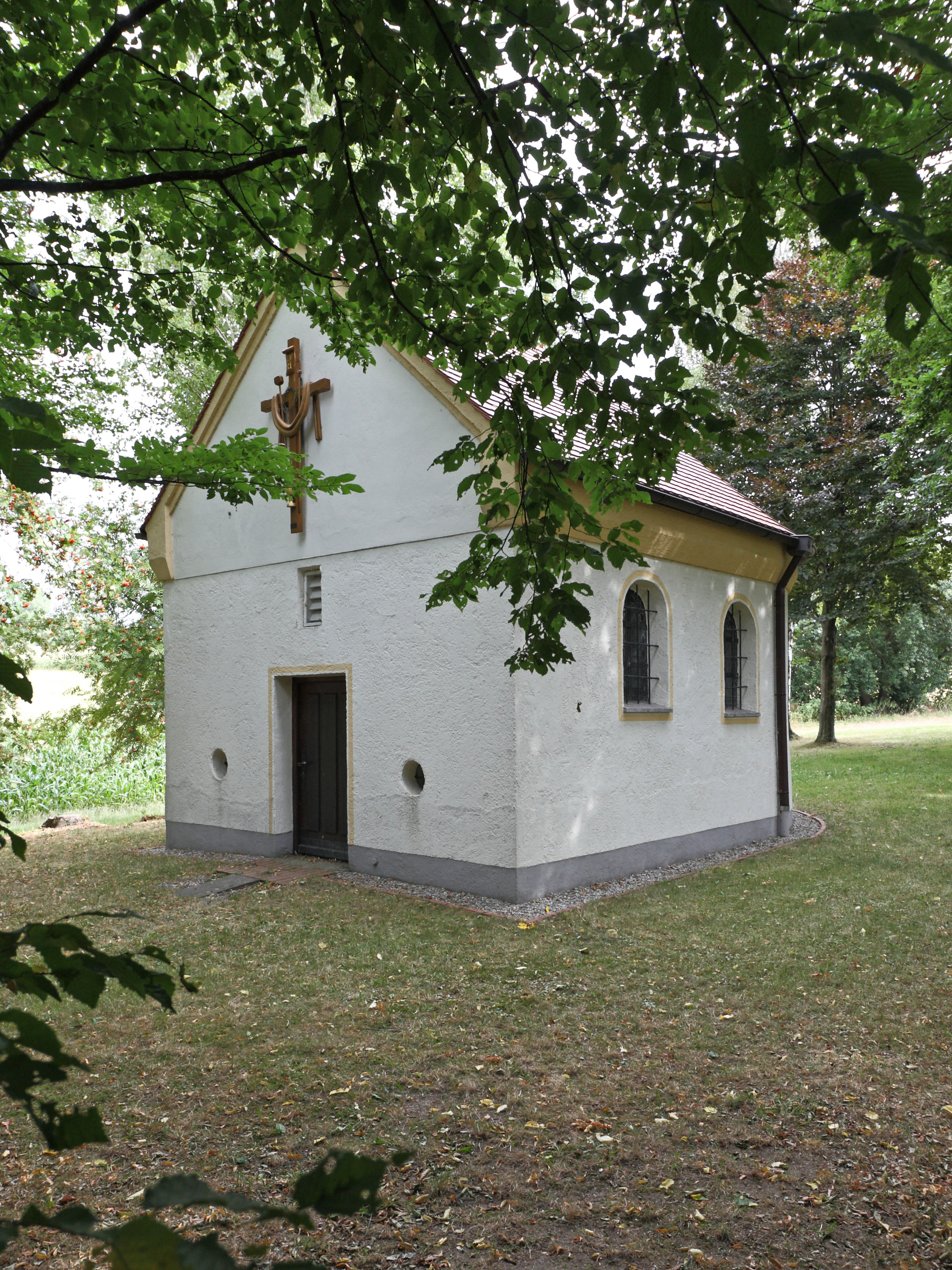
Kapelle zur Schmerzhaften Muttergottes

Die römisch-katholische Kapelle Zur Schmerzhaften Muttergottes steht östlich von Zaisertshofen, einem Ortsteil von Tussenhausen im Landkreis Unterallgäu in Bayern. 
Errichtet wurde die Kapelle im Jahr 1794. Sie besteht aus einem Rechteckbau, welcher halbrund geschlossen ist. Die Fresken in der Kapelle stammen von 1923, der Altar stammt aus der gleichen Zeit wie die Kapelle selbst. Die Kapelle steht unter Denkmalschutz.